# Another World (videohra)
Another World (v USA známá jako Out of this World, v Japonsku jako Outer World) je akční počítačová hra, plošinovka s adventurními prvky.
Celou hru prakticky vytvořil jediný člověk, Francouz Éric Chahi, pod hlavičkou Delphine Software International, pouze se zvuky a soundtrackem mu pomohl krajan Jean-François Freitas. Světlo světa spatřila v roce 1991. Od soudobých her se hra lišila jak technickým, tak uměleckým pojetím.
Původně byla hra tvořena na Amigu, krátce poté vyšla i verze pro MS-DOS. V nedávné době byla hra postupně portována na mnoho platforem, včetně herních konzolí. Nejnověji je zdarma k dispozici ve formě ROM pro Game Boy Advance a v dubnu 2006 došlo k jejímu znovuvydání na platformu Windows.

## Příběh
Mladý vědec (a atlet) Lester Chalkyn King jednoho zamračeného večera přijíždí ve svém Ferrari k laboratoři, ve které se chystá provést experiment s urychlovačem částic. Vystoupí, sjede výtahem do podzemí a pustí se do práce. Simulace experimentu dopadá dobře, tak Lester nakonec dá pokyn k provedení. Mezitím venku začne bouře a jeden blesk uhodí do budovy laboratoře a dostane se až do urychlovače. Okolnosti nakonec vyústí v to, že Lester je i s ovládacím pultem vržen do Jiného Světa.
Hra začíná v okamžiku, kdy se Lester i se svým vybavením nenadále objeví v jakési šachtě zatopené vodou. Jeho boj o přežití začíná. Na své cestě se Lester záhy setká s faunou i obyvateli Jiného Světa. Poté, co jej jeden z nich těsně zachrání před zuby hrozivě vypadající šelmy, je Lester zajat a uvržen do dolu jako otrok. V kleci zavěšené u stropu najde ve svém spoluvězni spřízněnou duši a poté, co klec rozhoupe tak, že se utrhne a zabije jednoho ze strážců, chopí se zbraně a jme se se svým osudem něco udělat. Ke svobodě musí učinit ještě spoustu věcí.

## Technické zpracování
Výrazná odlišnost od soudobých her stejného žánru spočívala v přístupu ke grafickému zpracování. Zatímco ostatní hry realizovaly animace prostřednictvím spritů, v Another Worldu byly použity polygony. To s sebou neslo několik výhod. Díky tomuto stylu animace například postavička pružně reagovala na ovládání, animace byla rychlá a díky „vektorovému“ uložení nezabírala téměř žádnou paměť (kterou by jinak obsadily sprajty). Místo toho, aby se Éric Chahi věnoval vykreslování postavičky v každé pozici pixel po pixelu, „naklikal“ je z polygonů. Energii tak mohl věnoval drobnostem a detailům, které dokázaly posunout hru dál (například v jednom místě ve hře hraje podstatnou roli odraz na lustru zavěšeném u stropu), oživení ostatních postav, akci v pozadí apod. Lester tak může nejenom chodit, běhat, skákat, mačkat tlačítka a střílet, ale dělat to, co podle dané situace přijde intuitivní, aby udělal (jinými slovy: pozice nejsou omezeny a „prefabrikovány“ jen na chození a skákání), Lester je svérázně a plynule animován i když například nabíjí pistoli, když ho uchvátí některá z příšer Jiného Světa nebo „nestandardních situací“, které by se daly označit za krátké předěly přehrávané přímo v enginu hry). V několika levelech tak Lester může plavat (ve všech čtyřech směrech), v jiném se plazí úzkými šachtami mezi písty horké páry, existuje i level, ve kterém není zobrazen v druhého pohledu, sedí v kabině jakéhosi stroje a pouze mačká tlačítka.
Pozadí nebyla sterilní, po obloze létali ptáci, při zemětřesení shora padaly kameny, které se při dopadu tříštily, rostliny se kývaly ve větru. To vše bylo možné díky vektorovému pojetí grafiky. Éric vlastně naprogramoval engine, který je jakýmsi předchůdcem dnešního Flashe.
Hra byla vytvořena v jazyce GFA BASIC s pomocí Devpac assembleru. V principu tu šlo o to že zatímco vyšší úroveň byla přenechána Basicu, veškeré funkce nižší úrovně, u kterých byla důležitá rychlost, byly vytvořeny v assembleru a Basic byl schopný je volat.
Engine pracoval v režimu se zobrazením 16 barev (v DOSové verzi režim kompatibilní s adaptérem EGA s rozlišením 320×200 pixelů). Ovšem, i díky tomu, že Éric Chahi z těchto 16 barev pro každý level namíchal do stylových odstínů, grafická stránka tím nijak netrpí.

## Umělecké zpracování
Hra bývá označována za „cinematickou“. Hned ze začátku hráče ohromí na svou dobu poměrně rozsáhlé intro, které je opět kompletně polygonové, a není to zdaleka jediná cinematická sekvence ve hře. Tu mají kromě outra i úvodní nebo závěrečné části některých levelů, rozličné „smrti“, kterými může postava profesora Lestera zemřít (a kterých je poměrně dost), a podstatné ale i ne tak zásadní momenty ve hře, jako např. když Lester poprvé spatří Jiný Svět v celé své kráse skrz mříže věže věznice.
I sekvence přispívají k nesmírně hutné atmosféře a hru dobře doplňují. Sám Éric Chahi je spíše než programátor založením grafik, takže nakonec navrhl i obrázek na krabici, ve které se hra prodávala. Velmi osobitě je navrženo též logo i samotný interface hry, včetně obrazovky, na které hráč zadává kódy levelů.

## Další rysy
Ve hře nejsou žádné rušivé prvky, žádný ukazatel zdraví, skóre ani žádnou konfiguraci či menu.
Krom pohybu profesora Lestera pomocí kurzorových šipek má hra pouze jednu klávesu pro manipulaci s předměty. V každém levelu tato akce vždy vychází z použitého předmětu a kontextu, takže není potřeba více kláves/tlačítek.
Hra má pouze jednu obtížnost a to poměrně vysokou. Je vysoce nepravděpodobné, že by ji mohl někdo dohrát bez ztráty života od začátku až do konce. Proto je rozdělena do několika (celkem 13) levelů. Když v některém z Lester (jedním z mnoha způsobů) zemře nebo nastanou okolnosti, které nedovolí level dohrát, nabídne hra pokračování od začátku levelu, do kterého se hráč naposledy dostal. Jednotlivé levely jsou přístupné přes čtyřpísmenný kód. Ten lze zadat po opuštění a opětovném spuštění hry a tím se do daného místa opět přenést. Počet Lestrových „životů“ není omezen.
Obdobně, po spuštění hry hráč musel nejdřív zadat kód tvořený grafickými symboly na základě obdobně sestavené otázky (návod k tomu byl součástí originální hry, takže tato otázka sloužila jako jakýsi prostředek proti ilegálnímu šíření). V nově portovaných (a cracknutých) verzích tato ochrana zmizela.

## Pokračování, reedice
Po Another Worldu vydali Éricovi kolegové z Delphine Software International vedení Paulem Cuissetem hru Flashback, která je Another Worldu co se týče grafického provedení tak podobná, že ji mnozí považují za její volné pokračování. 
Another World se dočkal oficiálního pokračování roku 1994, vydala ho Interplay a jmenuje se Heart of the Alien. Na rozdíl od původní hry pokračování nevyšlo na PC, ale jen na Sega CD. Hra navazuje na konec prvního dílu a nyní je hlavní hrdina Buddy, mimozemský spojenec z prvního dílu.
Hra OnEscapee je taktéž silně ovlivněna Another Worldem. Kolují zvěsti že tvůrci hry Outcast prohlásili, že jejich hra se zrodila z dojmu, který na ně udělal Another World.[zdroj?]
Another World se dočkal reedice jménem Another World: High resolution Collector's Edition. Krom možnosti hrát ve vyšším rozlišení hra nabízí i mírně přepracovaná (tentokrát[zdroj?] ale bitmapová) pozadí. Navíc je razantně snížená obtížnost hry.[zdroj?] Na tomto vydání se podílel i Éric, který se při té příležitosti vrátil ke svým starým datům a díky emulátoru Amigy na hře ještě trochu zapracoval.

## Shrnutí
Another World je legendární hra, která je zbožňována lidmi na celém světě. Vektorová grafika v takovéto formě je dnes ve hrách mrtvá, protože její tvorba je několikanásobně pracnější než ostatní způsoby, a tvůrci her dávají přednost 3D.
V době jejího vydání, na přelomu 80. a 90. let nebyl žánr adventur ničím novým – existovalo mnoho her, ve kterých by hráč ovládal postavičku procházející jednotlivými lokacemi. V porovnání s (anatomicky a disproporčně vcelku korektní) plynule ovladatelnou a vcelku reálně vypadající postavou profesora Lestera ale působily jejich bitmapoví hrdinové strnule, jako karikatury nebo hříčky, bez možnosti identifikace s hlavním hrdinou, která je právě v Another Worldu tak velká a do té doby nevídaná.
Možná také proto tato hra prorazila, protože byla v tolika věcích revoluční a jiná. Ale i přes technické a osobité grafické zpracování její největší deviza tkví ve výrazné atmosféře, bezprostřednosti neuvěřitelného příběhu, který kromě hlavního hrdiny prožil též hráč, který ho celým Jiným Světem sám provedl.